# 申克峰
85°11′S 174°45′W / 85.183°S 174.750°W
申克峰（英語：Shenk Peak）是南極洲的山峰，位於杜費克海岸的凱尼恩山東南面，屬於丘默勒斯山的一部分，海拔高度2,540米，現時由南極條約體系管理。